# 磷化钠
磷化钠（Na3P）是一种红色固体，是由钠离子和磷离子构成的无机化合物。Na3P能够提供非常活泼的磷离子。它用作磷化剂，制备磷化氢和农药。
除了Na3P，钠还已知多种磷化物，如NaP、Na3P7、Na3P11、NaP7和NaP15等。

## 制备及性质
磷化钠可由磷和金属钠的化合反应制得。
磷化钠遇水立刻反应，生成剧毒且可燃的气体。
Na3P + 3H2O → 3NaOH + PH3↑